# Kettujoki
La rivière du renard (finnois : Kettujoki, same du Nord : Kiäptuvei) est un cours d'eau de Laponie en Finlande,,.

## Description
La Kettujoki est un affluent de 10 km de long du lac Mutusjärvi.
Elle coule vers le sud jusqu'à la Juutuanjoki, où elle se déverse dans le lac Paatari.
La Kettujoki relie le système fluvial en amont de la Kaamasjoki et de la Juutuanjoki, dont l'eau s'écoule dans le lac Inarijärvi et par le Paatsjoki jusqu'à la mer de Barents.